# Triphosa brunneosuffusa
Triphosa brunneosuffusa är en fjärilsart som beskrevs av Smith 1954. Triphosa brunneosuffusa ingår i släktet Triphosa och familjen mätare. Inga underarter finns listade i Catalogue of Life.